# 小行星9115
小行星9115（9115 Battisti）是一颗绕太阳运转的小行星，为主小行星带小行星。该小行星于1997年2月27日发现。

## 轨道参数
小行星9115的轨道半长轴为2.3957976 UA，离心率为0.089。